# Лонг дринк

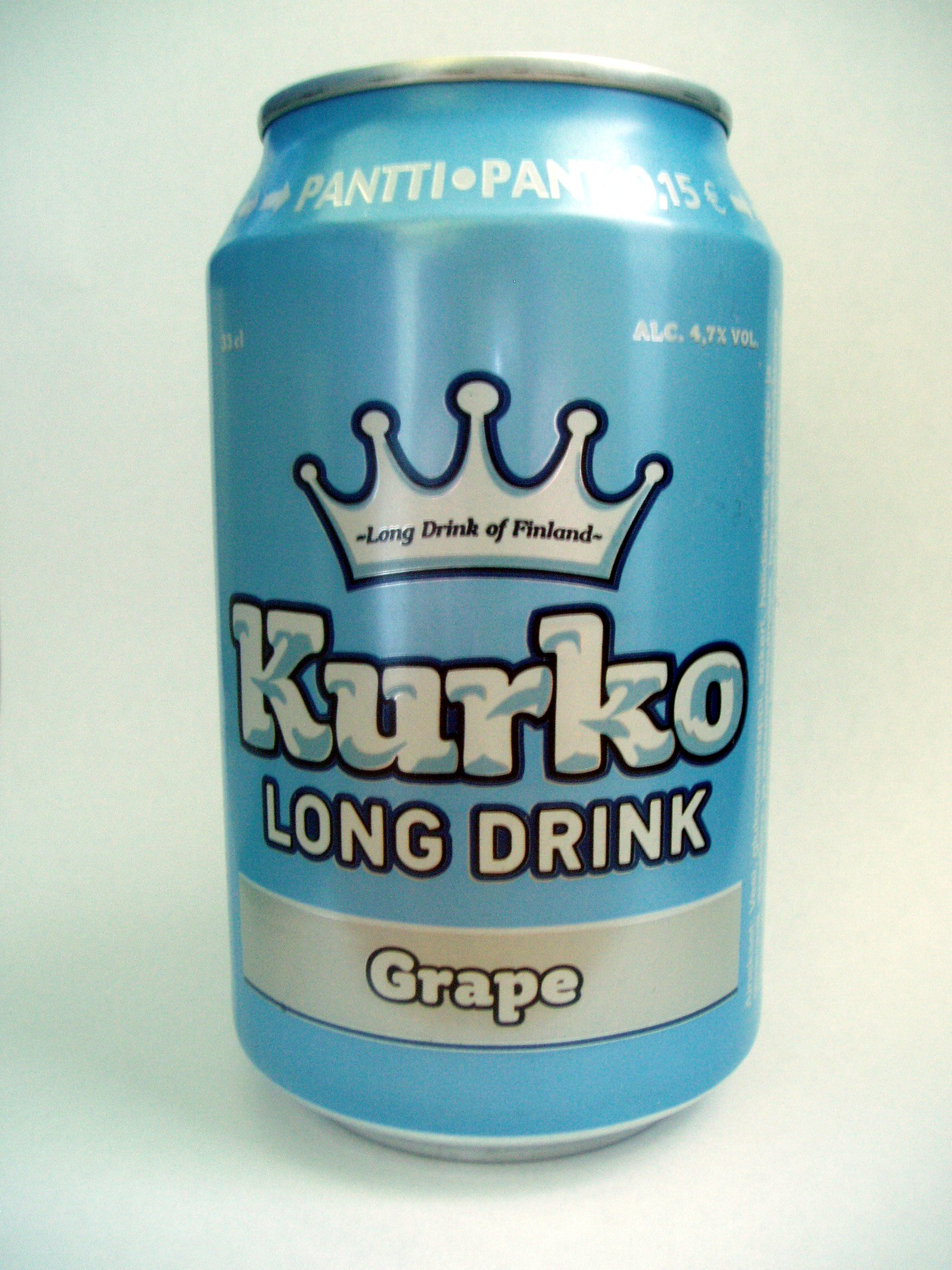
Готовий банковий Лонґ дринк

Лонґ дринк (англ. long drink — «довгий напій») — алкогольний коктейль досить великого обсягу (понад 120 мл, середній об'єм — 160—400 мл). Зазвичай готується з великою кількістю льоду і добре п'ється в спекотні дні.

## Відомі лонгдринки
- Мохіто
- Пінья колада
- Джин-тонік